# Coereba flaveola
Coereba flaveola là một loài chim trong họ Coerebidae.

## Phân loài
- Coereba flaveola alleni Lowe, 1912
- Coereba flaveola aterrima (Lesson, 1830)
- Coereba flaveola atrata (Lawrence, 1878)
- Coereba flaveola bahamensis (Reichenbach, 1853)
- Coereba flaveola bananivora (Gmelin, 1789)
- Coereba flaveola barbadensis (Baird, 1873)
- Coereba flaveola bartholemica (Sparrman, 1788)
- Coereba flaveola bolivari Zimmer & W. H. Phelps, 1946
- Coereba flaveola bonairensis Voous, 1955
- Coereba flaveola caboti (Baird, 1873)
- Coereba flaveola caucae Chapman, 1914
- Coereba flaveola cerinoclunis Bangs, 1901
- Coereba flaveola chloropyga (Cabanis, 1850)
- Coereba flaveola columbiana (Cabanis, 1866)
- Coereba flaveola dispar Zimmer, 1942
- Coereba flaveola ferryi Cory, 1909
- Coereba flaveola flaveola (Linnaeus, 1758)
- Coereba flaveola frailensis Phelps & Phelps, 1946
- Coereba flaveola gorgonae Thayer & Bangs, 1905
- Coereba flaveola guianensis (Cabanis, 1850)
- Coereba flaveola intermedia (Salvadori & Festa, 1899)
- Coereba flaveola laurae Lowe, 1908
- Coereba flaveola lowii Cory, 1909
- Coereba flaveola luteola (Cabanis, 1850)
- Coereba flaveola magnirostris (Taczanowski, 1880)
- Coereba flaveola martinicana (Reichenbach, 1853)
- Coereba flaveola melanornis Phelps & W. H. Phelps Jr, 1954
- Coereba flaveola mexicana (P. L. Sclater, 1857)
- Coereba flaveola minima (Bonaparte, 1854)
- Coereba flaveola montana Lowe, 1912
- Coereba flaveola nectarea Wetmore, 1929
- Coereba flaveola newtoni (Baird, 1873)
- Coereba flaveola oblita Griscom, 1923
- Coereba flaveola obscura Cory, 1913
- Coereba flaveola pacifica Lowe, 1912
- Coereba flaveola portoricensis (H. Bryant, 1866)
- Coereba flaveola roraimae Chapman, 1929
- Coereba flaveola sanctithomae (Sundevall, 1870)
- Coereba flaveola sharpei (Cory, 1886)
- Coereba flaveola tricolor (Ridgway, 1884)
- Coereba flaveola uropygialis Berlepsch, 1892

## Hình ảnh

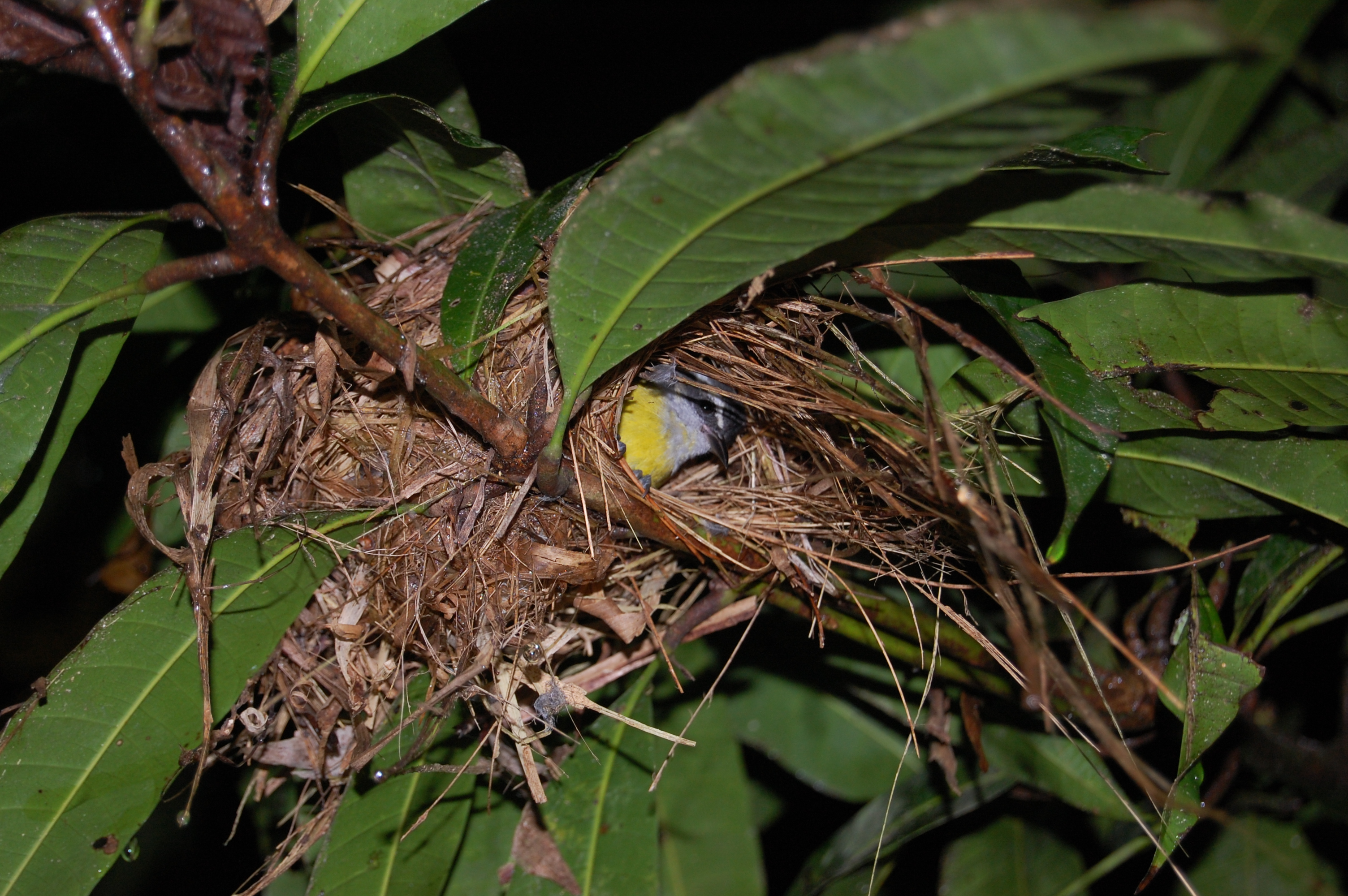
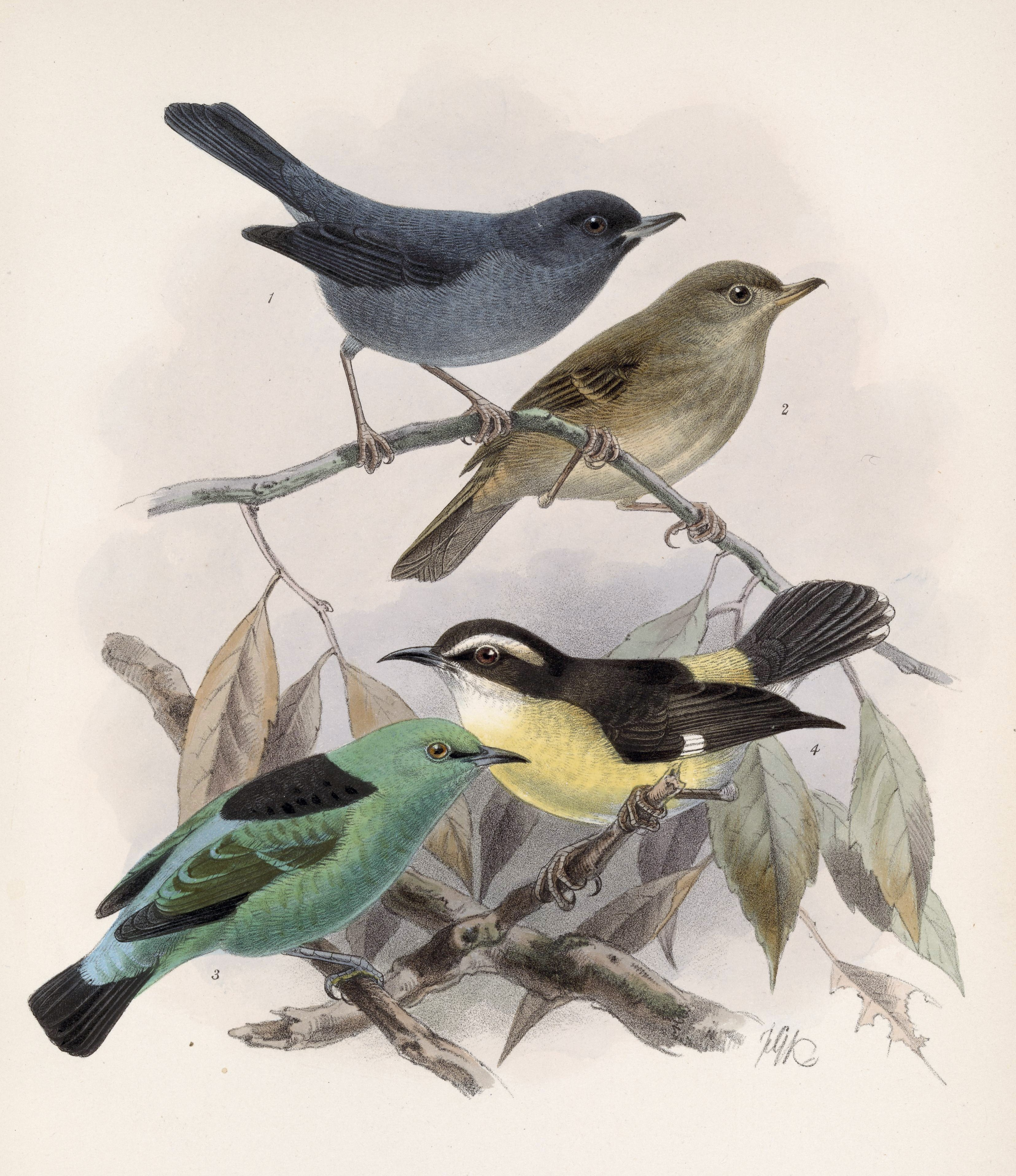
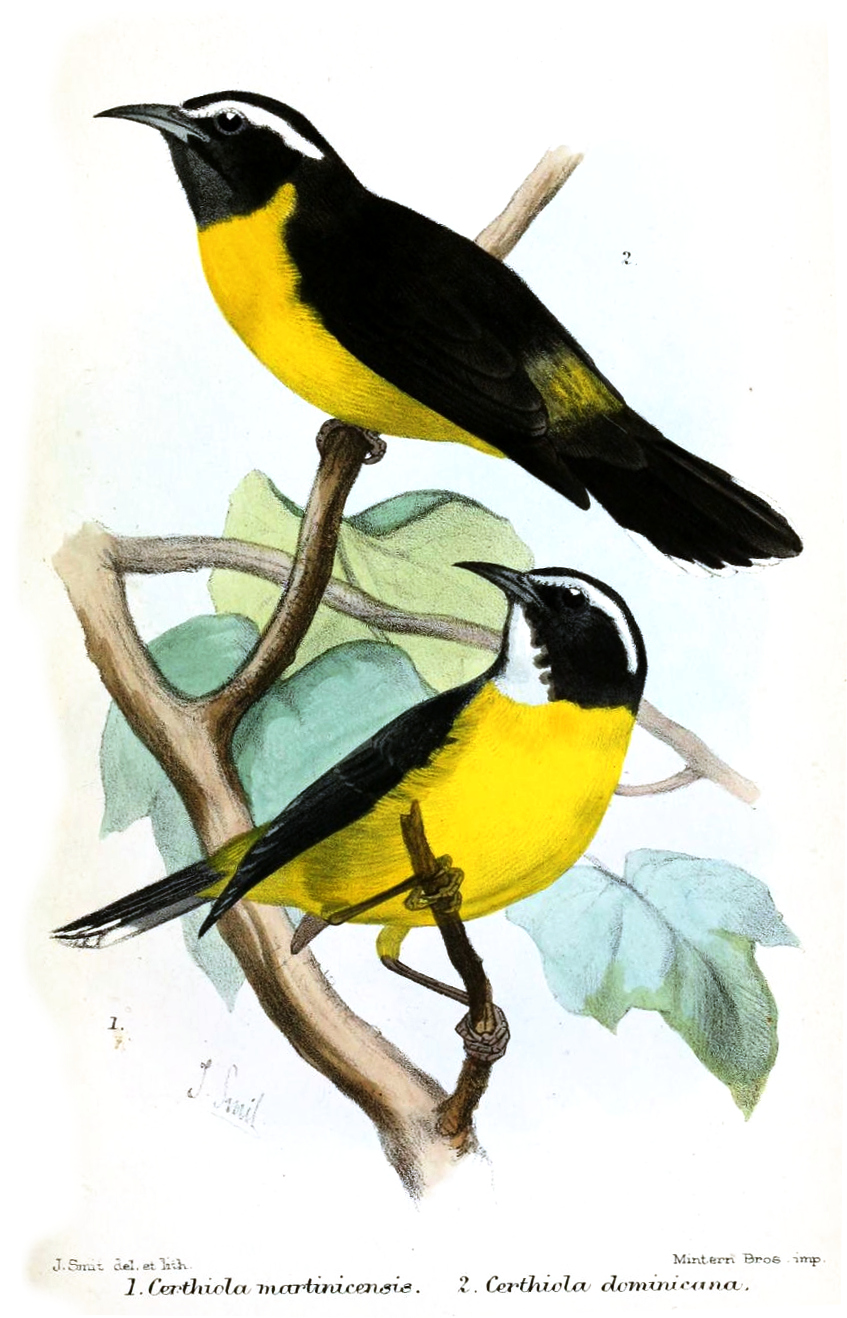
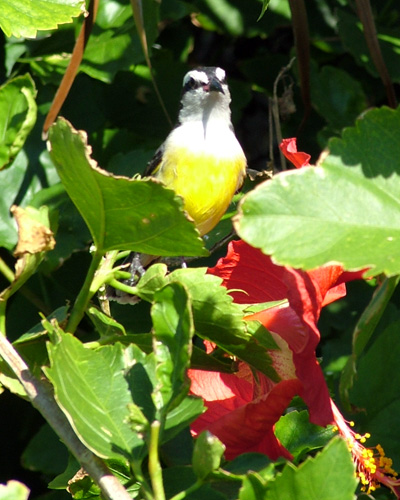

## Tham khảo

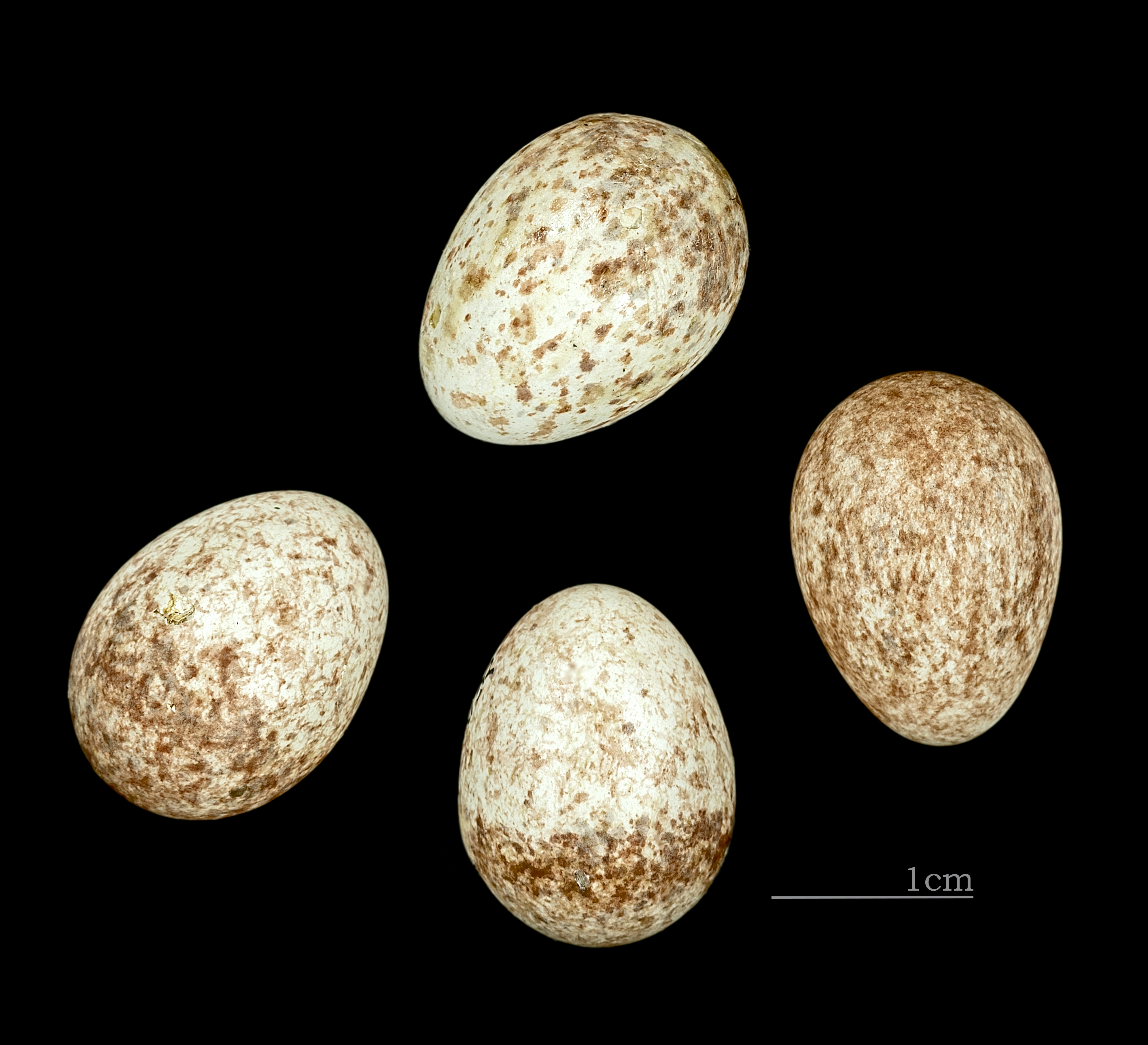
Trứng chim Coereba flaveola